# Rubus pseudopileatus
Rubus pseudopileatus är en rosväxtart som beskrevs av Jules Cardot. Rubus pseudopileatus ingår i släktet rubusar, och familjen rosväxter.

## Underarter
Arten delas in i följande underarter:
- R. p. glabratus
- R. p. kangdingensis